# Talent MAT Plzeň
Le Talent MAT Plzeň est un club de handball situé à Plzeň en République tchèque.

## Palmarès
Compétitions nationales
- Championnat de Tchécoslovaquie (1) : 1974
- Championnat de République tchèque (3) : 1998, 1999, 2014

## Joueurs emblématiques
- Karel Nocar
- Petr Štochl